# Weezer
Weezer je americká alternativně rocková hudební skupina pětkrát nominovaná na ocenění Grammy. Ocenění vyhrála v rámci pěti nominací jednou.
Skupina Weezer vznikla v roce 1992 v Los Angeles, jejími zakladateli byli Rivers Cuomo (hlavní zpěvák, kytarista, klávesista), Patrick Wilson (bicí, vedlejší vokály), Matt Sharp (baskytarista, vedlejší vokály) a Jason Cropper (kytara, vedlejší vokály). Později Matta Sharpa nahradil Mikey Welsh a Jasona Croppera nahradil Brian Bell. Mikey Welsh později odešel a nahradil ho Scott Shriner.

## Diskografie
Skupina Weezer vydala 15 studiových alb, dvě kompilační alba a osm EP – první album bylo znovuvydáno v roce 2004 jako remasterovaná deluxe edice. Dodnes skupina prodala více než 10 milionů kopií svých alb v USA a přes 35 milionů celosvětově.
- Weezer (Blue Album) (1994)
- Pinkerton (1996)
- Weezer (Green Album) (2001)
- Maladroit (2002)
- Make Believe (2005)
- Weezer (Red Album) (2008)
- Raditude (2009)
- Hurley (2010)
- Everything Will Be Alright in the End (2014)
- Weezer (White Album) (2016)
- Pacific Daydream (2017)
- Weezer (Teal Album) (2019)
- Weezer (Black Album) (2019)
- OK Human (2021)
- Van Weezer (2021)
- SZNZ (2021–2022)